# Scuola di Notre-Dame
La Scuola di Notre-Dame o Scuola di Parigi fu una scuola musicale al servizio della cattedrale di Notre-Dame di Parigi, nella quale tra il XII secolo e gli inizi del XIV, si sviluppò la polifonia.
Gli unici due nomi che conosciamo di questa scuola (Léonin, compositore di organa e Pérotin, compositore di discantus), sono citati in un breve trattato, di qualche tempo posteriore, di uno studente inglese dell'Università di Parigi, a cui è stato dato il nome di Anonimo IV. Si tratta dei primi nomi conosciuti di compositori nella storia della musica occidentale.
Altre notizie sulla musica dell'epoca ci sono fornite da un editto del 1198 del vescovo Oddone di Sully, che dettava i criteri per le composizioni polifoniche da eseguirsi nella cattedrale (senza tuttavia citare i due maestri). Neppure nelle composizioni musicali che ci sono giunte viene citato il nome degli autori: tuttavia la rispondenza delle musiche con le descrizioni dell'anonimo inglese e con quanto prescritto nell'editto vescovile, rende possibile l'attribuzione di alcune composizioni ai due maestri:
- Léonin (1135-1201 ca.) raccolse il Magnus Liber Organi ("Grande libro dell'organum", raccolta di canti per il servizio liturgico) e introdusse l'organum duplum, nel quale la voce superiore (duplum) e quella inferiore (tenor) svolgevano a tratti melodie separate,
- Pérotin (1160-1230), rielaborò le composizioni presenti nel Magnus Liber Organi e creò nuove composizioni a tre o quattro voci (organum triplum e quadruplum).

La scuola di Notre-Dame raccolse tuttavia probabilmente molti altri musicisti che furono insieme cantori e teorici. Fu abbandonata l'improvvisazione a favore di una maggiore elaborazione delle composizioni musicali, che vennero organizzate nella loro totalità, liberandosi da una stretta dipendenza dal testo. La complessità del canto a più voci richiese lo sviluppo della notazione, nella quale vennero anche introdotti valori di tempo (notazione mensurale).
Nella scuola era conosciuta anche la forma del conductus, nata come accompagnamento per le processioni sacerdotali, venne successivamente in molti casi modificata, abbellendo le composizioni esistenti con l'aggiunta di nuove voci.